# Epomops franqueti
Epomops franqueti (також відомий як англ. Franquet's epauleted fruit bat) — вид рукокрилих родини Криланових.

## Середовище проживання
Країни поширення: Ангола, Бенін, Камерун, Центрально-Африканська Республіка, Конго, Демократична Республіка Конго, Кот-д'Івуар, Екваторіальна Гвінея, Габон, Гана, Нігерія, Руанда, Судан, Танзанія, Того, Уганда, Замбія. Цей вид пов'язаний з низинними вологими тропічними лісами, де був зареєстрований у первинному та вторинному середовищі проживання. Також присутні в мозаїці вологих тропічних лісів з рідколіссями і пасовищами. Лаштує сідала невеликими групами, часто близько до води. Популяції кажанів, які мешкають на території Кот-д'Івуару, є резервуаром Tai Forest ebolavirus — одного з видів вірусу Ебола, який спричинює у людей відповідну гарячку.

## Загрози та охорона
Як видається, немає серйозних загроз для цього виду в цілому. Він присутній у багатьох охоронних територіях.